# Chris Riggott
Christopher „Chris” Mark Riggott (ur. 1 września 1980 w Derby) – piłkarz angielski grający na pozycji środkowego obrońcy.

## Kariera klubowa
Riggott urodził się w mieście Derby i tam też zaczął swoją karierę piłkarską, w zespole Derby County. W 1998 roku był już w składzie pierwszej drużyny, jednak nie rozegrał żadnego spotkania na boiskach Premier League. W najwyższej klasie rozgrywkowej Anglii zadebiutował 14 maja 2000 w przegranym 0:4 wyjazdowym spotkaniu z Chelsea. Od następnego sezonu, czyli 2000/2001 był podstawowym zawodnikiem Derby, jednak w 2002 roku spadł z nim z ligi i przez pół roku występował na boiskach Division One. Ogółem w barwach Derby rozegrał 91 meczów ligowych i zdobył 5 bramek.
31 stycznia 2003 roku Riggott podpisał kontrakt z Middlesbrough, do którego trafił za 1,5 miliona funtów wraz z partnerem z zespołu Malcolmem Christiem. W zespole prowadzonym przez menedżera Steve'a McClarena zadebiutował 8 lutego w meczu z Liverpoolem, zremisowanym 1:1. Natomiast dwa tygodnie później zaliczył dwa trafienia w meczu z Sunderlandem (3:1). W 2004 roku dotarł z Middlesbrough do finału Pucharu Ligi Angielskiej, jednak w zwycięskim 2:1 spotkaniu z Boltonem Wanderers nie wystąpił. W sezonie 2005/2006 był partnerem Garetha Southgate'a w pierwszej jedenastce „Boro” i dotarł z tym klubem do finału Pucharu UEFA. W nim Middlesbrough uległo 0:4 Sevilli. W sezonie 2006/2007 usiadł na ławce rezerwowych, po tym jak zakupiono kolejnych defensorów do Middlesbrough, Jonathana Woodgate'a i Roberta Hutha. 29 lutego 2008 roku został do końca sezonu wypożyczony do Stoke City, któremu pomógł w awansie do Premier League. Latem 2008 powrócił do Middlesbrough. W sezonie 2008/09 spadł wraz ze swoim klubem do Championship.
W 2010 roku Riggott przeszedł do Cardiff City.
| Sezon   | Klub          | Kraj   | Rozgrywki      | Mecze | Bramki |
| ------- | ------------- | ------ | -------------- | ----- | ------ |
| 1998/99 | Derby County  | Anglia | Premier League | 0     | 0      |
| 1999/00 | Derby County  | Anglia | Premier League | 1     | 0      |
| 2000/01 | Derby County  | Anglia | Premier League | 31    | 3      |
| 2001/02 | Derby County  | Anglia | Premier League | 37    | 0      |
| 2002/03 | Derby County  | Anglia | Division One   | 22    | 2      |
| 2002/03 | Middlesbrough | Anglia | Premier League | 5     | 2      |
| 2003/04 | Middlesbrough | Anglia | Premier League | 17    | 0      |
| 2004/05 | Middlesbrough | Anglia | Premier League | 21    | 2      |
| 2005/06 | Middlesbrough | Anglia | Premier League | 22    | 0      |
| 2006/07 | Middlesbrough | Anglia | Premier League | 6     | 0      |
| 2007/08 | Middlesbrough | Anglia | Premier League | 10    | 1      |
| 2007/08 | Stoke City    | Anglia | Division One   | 9     | 0      |
| 2008/09 | Middlesbrough | Anglia | Premier League | 17    | 0      |
| 2009/10 | Middlesbrough | Anglia | Championship   | 17    | 0      |
| 2010/11 | Cardiff City  | Anglia | Championship   | 2     | 0      |
| 2011/12 | Derby County  | Anglia | Championship   | -     | -      |

## Kariera reprezentacyjna
W latach 2001–2002 Riggott rozegrał 9 spotkań w młodzieżowej reprezentacji Anglii U-21.